# 日本近代五種・バイアスロン連合
社団法人日本近代五種・バイアスロン連合（にほんきんだいごしゅ・バイアスロンれんごう）は、日本における近代五種競技（ペンタスロン）とバイアスロンの国内競技連盟(NF)である。国際近代五種連合、国際バイアスロン連合、アジア近代五種・バイアスロン連合、日本オリンピック委員会、日本体育協会に加盟していた。2競技とも陸軍が発祥の競技である。国際オリンピック委員会（IOC）加盟の国際競技連盟（IF）は1団体1競技ばかりだが国内競技連盟（NF）については当団体の様に1団体複数競技のものがある。
2010年3月17日の総会で新法人の移行手続きに伴い、NFを二つに分離することが決定した。4月から分離の手続きを公式に進める。2011年4月1日付けで「日本近代五種協会」（本部は旧法人と同じ東京）と「日本バイアスロン連盟」（本部は札幌に移転）に分割される。

## 沿革
- 1955年 - 仮組織のままIFに加盟
- 1959年 - 陸上、水泳、射撃、フェンシング、馬術の国内競技連盟により日本近代五種連合結成
- 1968年 - 冬季近代2種（スキー）を加え、日本近代五種・バイアスロン連合となる
- 2000年 - 社団法人化
- 2011年 - 分離独立へ

## 大会
- 近代五種全日本選手権大会
- バイアスロン競技日本選手権大会